# Anna-Karin Heijdenberg
Anna-Karin Heijdenberg (Östersund, 22 luglio 2000) è una biatleta svedese.

## Biografia
Anna-Karin Heijdenberg, attiva dalla stagione 2018-2019, in Coppa del Mondo ha esordito il 1º marzo 2024 a Oslo Holmenkollen in individuale (25ª), ha conquistato il primo podio il 15 dicembre dello stesso anno a Hochfilzen in staffetta (3ª) e la prima vittoria il 16 marzo 2025 a Pokljuka in staffetta mista; non ha preso parte a rassegne olimpiche o iridate.

## Palmarès

### Europei
- 3 medaglie
  - 1 oro (sprint a Val Martello 2025)
  - 1 argento (inseguimento a Val Martello 2025)
  - 1 bronzo (individuale a Val Martello 2025)

### Coppa del Mondo
- Miglior piazzamento in classifica generale: 65ª nel 2024
- 2 podi (a squadre):
  - 1 vittoria
  - 1 terzo posto

#### Coppa del Mondo - vittorie
| Data          | Località | Nazione  | Specialità                                                     |
| ------------- | -------- | -------- | -------------------------------------------------------------- |
| 16 marzo 2025 | Pokljuka | Slovenia | MX (con Hanna Öberg, Sebastian Samuelsson e Martin Ponsiluoma) |

Legenda:

MX = staffetta mista